# Sueño Fútbol
Sueño Fútbol es un reality show colombiano transmitido y producido por RCN Televisión. Bajo la conducción de Melina Ramírez. Se estrenó de día 6 de marzo de 2016.

## Participantes

### Competidores que jugaron a nivel profesional
- Juan Marín (Ganador); Debutó con La Equidad el año 2019. Dispuestó 6 partidos profesionales.
- Jhan Carlos Cuero (segundo puesto); Debutó profesionalmente con La Equidad en el año 2017. Disputó 8 partidos profesionales.
- Oleyfrer Rivas (tercer puesto); Estuvo inscrito en la plantilla de Independiente Santa Fe dos temporadas aunque sin debutar.
- Camilo Babilonia. Ha jugado profesionalmente en el ascenso de Portugal y la máxima división de Malta.
- Julián Bonilla. Debutó en Ecuador y se ha mantenido varias temporadas en las ligas de ascenso de Portugal
- Carlos Pájaro; Ha jugado profesionalmente para Real Cartagena y Once Caldas. Ante Dimayor suma 47 partidos profesionales.
- Santiago Gómez; Disputó 1 partido con el Deportivo Pasto en 2018.
- Álex Daniel Parada; Profesionalmente jugó en la liga de Venezuela para Yaracuyanos FC.

### Otros competidores
- Jhon Jairo Yepes
- Stiven Pájaro.
- Kevin Pallares.
- Sergio Echeverri.
- Duvan Muñoz.
- Joseph Machado.
- Steven Gaviria.
- Juan Agualimpia.
- Brayan López.
- Manuel Restrepo.
- Jesús Mendoza.
- Luis Pino.
- David Torres.
- Harrison Bravo.
- Samir Joaquín Rincón.
- Juan Bolo.
- Eduardo Montes.
- Geneyer Cardona.
- Alejandro Jiménez.

## Audiencia
| Registro del Índice de audiencia | Registro del Índice de audiencia | Registro del Índice de audiencia | Registro del Índice de audiencia | Registro del Índice de audiencia | Registro del Índice de audiencia |
| Semana                           | Episodio                         | Fecha                            | Descripción                      | Índice de audiencia Personas     | Posición                         |
| -------------------------------- | -------------------------------- | -------------------------------- | -------------------------------- | -------------------------------- | -------------------------------- |
| 1                                | 1                                | 06/03/2016                       |                                  |                                  | [ 5 ]                            |

     Episodio más visto
     Episodio menos visto